# ديفيد جي. كارتر
ديفيد جي. كارتر هو سياسي كندي، ولد في 6 أبريل 1934 في موسجاو في كندا. نشط حزبياً في الرابطة التقدمية المحافظة في ألبرتا ‏. وقد انتخب عضو الجمعية التشريعية في ألبرتا ‏.